# Любовников, Алексей Степанович
Алексей Степанович Любовников (1829—1890) — старший цензор петербургского комитета иностранной цензуры, писатель

 и переводчик; действительный статский советник.

## Биография
Алексей Любовников родился в 1829 году в семье чиновника — подканцеляриста. Образование получил в Императорском Санкт-Петербургском университете, в котором прослушал курс двух факультетов: философского и восточного и был удостоен степени кандидата.
Определившись в 1853 году на службу в комитет иностранной цензуры, он, благодаря редкой энергии и трудолюбию, а также благодаря обширным познаниям в исторических и филологических науках и, наконец, знанию почти всех романских языков и нескольких восточных, быстро пошел по службе. В 1855 году он уже исполнял должность помощника старшего цензора, через два года был утвержден в должности секретаря комитета, а затем в 1863 году был назначен заведующим, на правах старшего цензора, английским отделением комитета.
В 1870 году А. С. Любовников получил назначение на должность старшего цензора комитета и начальника обширного отделения, в котором рассматривались издания на французском, английском, итальянском, испанском и португальском языках.
В 1877 году Алексей Степанович Любовников получил чин действительного статского советника.
В течение 29-ти лет, находясь на ответственной должности старшего цензора, требовавшей, с одной стороны, большой осторожности и такта, с другой, обширных знаний, А. Любовников успевал всесторонне следить и за всем тем, что появлялось в русской литературе и в периодической печати. Постоянное же чтение лучших иностранных сочинений, в особенности английских, дало ему возможность основательно ознакомиться с жизнью передовых европейских наций, чему немало также способствовала его поездка по Европе.
Редактор «Санкт-Петербургских ведомостей» Валентин Фёдорович Корш, в середине 1860-х годов, пригласил Любовникова, в сотрудники по иностранному отделу, который он вел несколько лет с большим успехом. Впоследствии он работал в столичной газете «Голос», также по иностранному отделу, в качестве обозревателя современной иностранной литературы. В это же время он получил от Каткова приглашение работать в «Московских ведомостях», но отказался из-за недостатка времени и сил.
Любовников обожал литературу и жил, так сказать, ею; он и сам был не чужд деятельности на литературном поприще. Его переводы с английского языка Диккенса, Дж. Элиота, Коллинза, Бронтье и др. помещались в «Отечественных записках», «Библиотеке для чтения» и других журналах, долгое время оставались лучшими.
Чрезмерное напряжение сил умственных, а также физических сперва отразилось на нем утратою способности видеть левым глазом, с ослаблением зрения другого глаза до крайней близорукости, а в последние 5—7 лет вызвало неизлечимую болезнь сердца, от которой Алексей Степанович Любовников скончался 25 ноября (7 декабря) 1890 года.